# Íscar
Íscar é um município da Espanha na província de Valladolid, comunidade autónoma de Castela e Leão, de área 60,48 km² com população de 6775 habitantes (2007) e densidade populacional de 107,61 hab/km².

## Demografia
| Variação demográfica do município entre 1991 e 2004 | Variação demográfica do município entre 1991 e 2004 | Variação demográfica do município entre 1991 e 2004 | Variação demográfica do município entre 1991 e 2004 |
| --------------------------------------------------- | --------------------------------------------------- | --------------------------------------------------- | --------------------------------------------------- |
| 1991                                                | 1996                                                | 2001                                                | 2004                                                |
| 5913                                                | 6133                                                | 6309                                                | 6508                                                |